# 義興郡
義興郡（ぎこう-ぐん）は、中国にかつて存在した郡。晋代から南北朝時代にかけて、現在の江蘇省宜興市および溧陽市にまたがる地域に設置された。

## 概要
304年（永興元年）、呉興郡の4県と丹陽郡の2県を分割して義興郡が立てられた。義興郡は揚州に属し、郡治は陽羡県に置かれた。晋の義興郡は陽羡・義郷・国山・臨津・平陵・永世の6県を管轄した。
468年（泰始4年）、義興郡は揚州から南徐州に転属した。南朝宋のとき、義興郡は陽羡・臨津・義郷・国山・綏安の5県を管轄した。
南朝斉のとき、義興郡は陽羡・臨津・国山・義郷・綏安の5県を管轄した。
589年（開皇9年）、隋が南朝陳を滅ぼすと、義興郡は廃止されて、常州に編入された。